# Ron Olsen
Ronald W. Olsen, detto Ron (...), è un ex cestista statunitense.

## Carriera
Giocò a livello universitario alla University of Washington.
Entrò nella United States Air Force nell'aprile del 1957 e venne selezionato per giocare negli U.S. Air Force All-Stars nell'All-Military Tournament.
Con gli Stati Uniti, rappresentati nell'occasione dalla squadra della United States Air Force, disputò il Campionato del mondo del 1959, vincendo la medaglia d'argento.